# 古魯帕島
古魯帕島（葡萄牙語：Ilha Grande do Gurupá）是南美洲巴西的小島，位於帕拉的馬拉若島以西，毗鄰亞馬遜河和欣古河匯流的地方。埃季島面積4,864平方公里（1,878平方英哩），是亞馬遜河三角洲的第二大島嶼。
1°0′S 51°30′W / 1.000°S 51.500°W